# Hoddlesden
Hoddlesden es una localidad situada en la autoridad unitaria de Blackburn y Darwen, en el condado de Lancashire, en Inglaterra (Reino Unido), con una población estimada a mediados de 2016 de 1192 habitantes.
Se encuentra ubicada en el centro de la región Noroeste de Inglaterra, cerca de la frontera con la región de Yorkshire y Humber, de la ciudad de Lancaster —la capital del condado— y de la costa del mar de Irlanda.